# Giorgos Tsipras

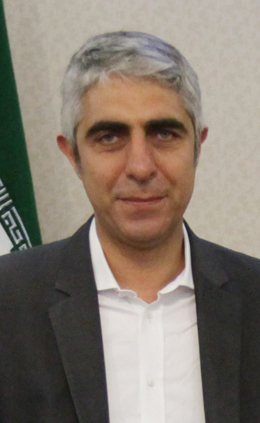

Giorgos Tsipras (em grego:  Γιώργος Τσίπρας; nascido em 1968, em Atenas) é um político do Syriza.
Ele formou-se na Escola Secundária Varvakeio e é graduado em Engenharia Mecânica pela Universidade Técnica Nacional de Atenas.
Ele é membro do Comité Central do Syriza desde 2012 e, em 2019, foi eleito membro do parlamento pelo círculo de Attica Ocidental. Ele é primo do ex-primeiro-ministro do Syriza, Alexis Tsipras, o que gerou acusações de nepotismo por parte de opositores políticos.